# دامیان شیمانسکی
دامیان شیمانسکی (انگلیسی: Damian Szymański؛ زادهٔ ۱۶ ژوئن ۱۹۹۵) بازیکن فوتبال اهل لهستان است.
وی همچنین در تیم‌های ملی فوتبال زیر ۲۰ سال لهستان و لهستان بازی کرده‌است.